# Meddelarskydd
Meddelarskydd avser ett skydd för en uppgiftslämnare.

## Meddelarskydd i Sverige
I Sverige utgörs meddelarskyddet av:
- Efterforskningsförbudet, förbudet för vissa arbetsgivare att efterforska en uppgiftslämnares identitet
- Källskyddet, en journalists skyldighet att skydda en uppgiftslämnares identitet.